# 1415
1415 је била проста година.

## Догађаји
- 6. јул — Јан Хус је спаљен на ломачи у Констанцу на основу одлуке сабора у Констанцу због проповедања антикатоличких ставова.

### Децембар
- Википедија:Непознат датум — август — Битка код Добоја (1415)
- 25. октобар — Енглези у Стогодишњем рату, под командом краља Хенрија V, нанели тежак пораз Французима у бици код Азенкура на северу Француске.

## Смрти

### Фебруар
- 6. јул — Јан Хус, чешки верски реформатор и филозоф